# ビルディングパズル
ビルディングパズルとは、盤面に数字を埋めていくペンシルパズルの1つである。世界文化社のパズラー誌上で初めて発表され、同社のパズル雑誌に掲載されている。考案者は夏原正典。
パズルは、縦横ともにマス数が等しい盤と、盤外に存在する数字とで構成され、これらを手がかりに盤内に数字を埋めていく。

## ルール
- 縦横それぞれの列に1から1辺のマス数までの数字を重複なく1つずつ入れる（例えば、盤面が4×4の場合、それぞれの列には1から4までの数字が1つずつ入る）。
- 盤外の数字は、その方向から見たときに見えるビルの数である。
- 盤内に書きこまれた数字はそこに配置されているビルの階数を示す。手前にあるビルよりも階数の低いビルは見えない。
  - 例えばある列が端から " 1 4 2 3 " の順で並んでいた場合、1 の側からは 4 の後ろにある 2 と 3 が見えない。逆に 3 の側からは 3 の後ろにある 2 と 4 の後ろにある 1 が見えない。

## 例題
|    |   | 2 ↓ | 1 ↓ |   |
|    | □ | □   | □   | □ |
|    | □ | □   | □   | □ |
| 4→ | □ | □   | □   | □ |
|    | □ | □   | □   | □ |
|    |   | ↑ 3 |     |   |

## 解法
パズルの性質上、大きい数字の位置は簡単に決めやすい。
盤外の数字が1である場合、その列の一番手前のマスには最大の数字が入る。また盤外の数字が1辺のマス数と等しい場合、その列には1から最大の数字までを順番に入れることができる。それ以外の数字でも、最大の数が入る場所は制限される。
例題の場合、上から3行目は" 1 2 3 4 "の1通りしかなく、左から3列目の1番上のマスには4しか入らない。また、左から2列目は" 3 4 2 1 "しかあり得ず、その他のマスの数字も判明する。